# IFA W50
IFA W50 — вантажний автомобіль, що виготовлявся Об'єднанням виробників транспортних засобів НДР (Industrieverband Fahrzeugbau, IFA). За 1965—1990 рр. було виготовлено 571 800 екземплярів.
Правильна назва цієї машини W50L (тому в СРСР отримала назву «Eллi»), оскільки «ІФА» це абревіатура Індустріальне об'єднання автомобілебудівників НДР, а не назва заводу, як багато хто вважає. Це об'єднання включало в себе практично всі автомобільні заводи на території НДР. Завод, що випускав дані вантажівки, знаходився в місті Людвігсфельде, звідси і літера L в індексі моделі. Літера W позначала (місто Werdau), 50 — вантажопідйомність в центнерах (50 центнерів або 5000 кг, тобто 5 тонн). Машина серійно оснащувалася рядним дизельним чотирициліндровим двигуном 4 KVD 14,5/12 6,6 л потужністю 110 к.с. або 4 VD 14,5/12-1 SRW 6,6 л потужністю 125 к.с. при 2300 об/хв. Існувало близько 60 різних модифікацій цієї вантажівки (військові, пожежні, будівельні та інші спецавтомобілі). У W50L було два варіанти бази: коротка довжиною 3200 мм і довга — 3700 мм відповідно. Деякі модифікації мали повний привід, що підвищував їх прохідність. Автокран на базі W50L мав допустиму вантажопідйомність 10 тонн. У варіанті автопоїзда допустиме навантаження на сідло становило 16 тонн. У колишній НДР ця машина була основою парку пожежних машин.
Вантажівка широко використовувалась не тільки в НДР, але і у всіх країнах колишнього соцтабору, а також в державах Азії, Африки і Південної Америки.

## IFA W50 в Радянському Союзі
Одним з основних покупців автомобілів цієї моделі був Радянський Союз. У СРСР автомобілі даної марки поставлялися в період з 1971 по 1988 рр. у двох модифікаціях: бортова вантажівка W50L з базою 3200 мм і самоскид W50L / K з 3-стороннім розвантаженням. Останні часто приходили в складі автопоїздів з причепом HW60.11 виробництва ВЕБ Fahrzeugwerk Waltershauzen (цей завод також входив до складу концерну IFA).
У невеликій кількості в СРСР також потрапили довгобазні вантажівки W50L / Sp з базою 3700 мм. Рідко зустрічалися і інші представники сімейства W50 — повнопривідні бортові W50LA і самоскиди W50L / K3SK5, автомайстерні W50L / W, бортові W50L / BT з дворядною кабіною, ізотермічні фургони W50L / ІКБ і т. д. У більшості випадків це були або екземпляри різних виставок, або техніка, яка належала організаціям з НДР, що виконували роботи на території СРСР (зазвичай будівництво або монтаж промислового обладнання), які після закінчення робіт залишали техніку.
Поставки IFA W50 в СРСР тривали до самого зняття їх з виробництва в 1987. Передбачалося, що замість W50 будуть поставлятися вантажівки нового сімейства L60, але наступні події (розпад соціалістичного табору та СРСР, об'єднання Німеччини) поставили хрест на цих планах. Придбані в радянський час W50 продовжували експлуатуватися, але відсутність запчастин привели до їх швидкого списання вже на початку 1990-х.
Початок і середина дев'яностих були відзначені появою в Росії великої кількості повнопривідних IFA W50LA, які раніш стояли на озброєнні армії НДР та за невеликими цінами розпродавалися в приватні руки. Втім, і вони недовго протрималися і через кілька років зійшли зі сцени.

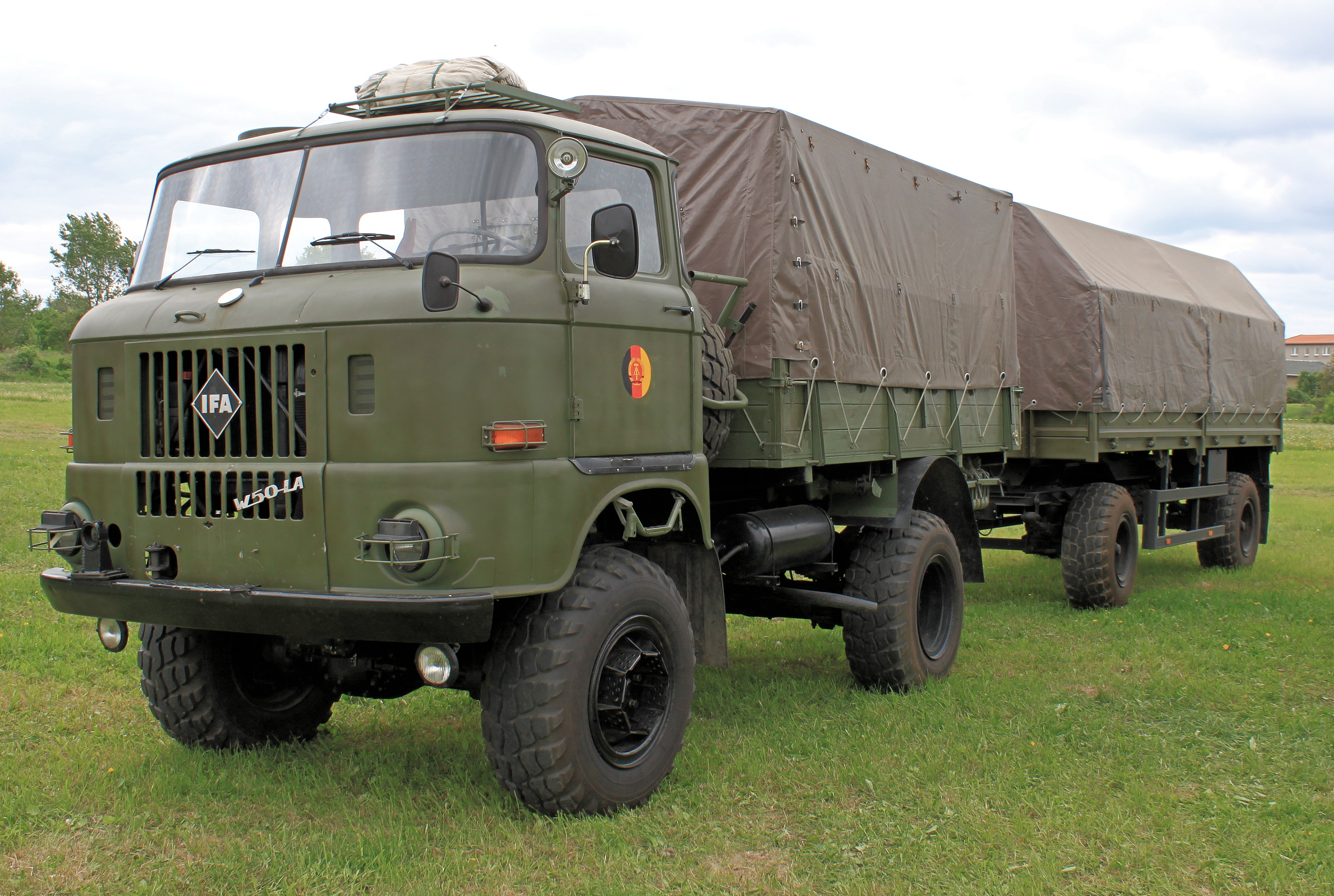
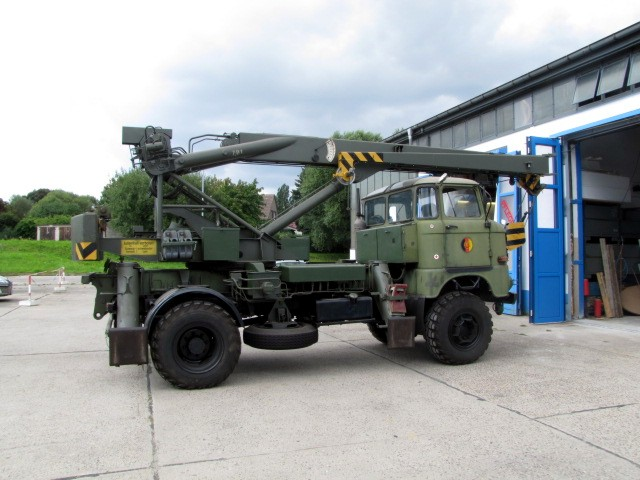
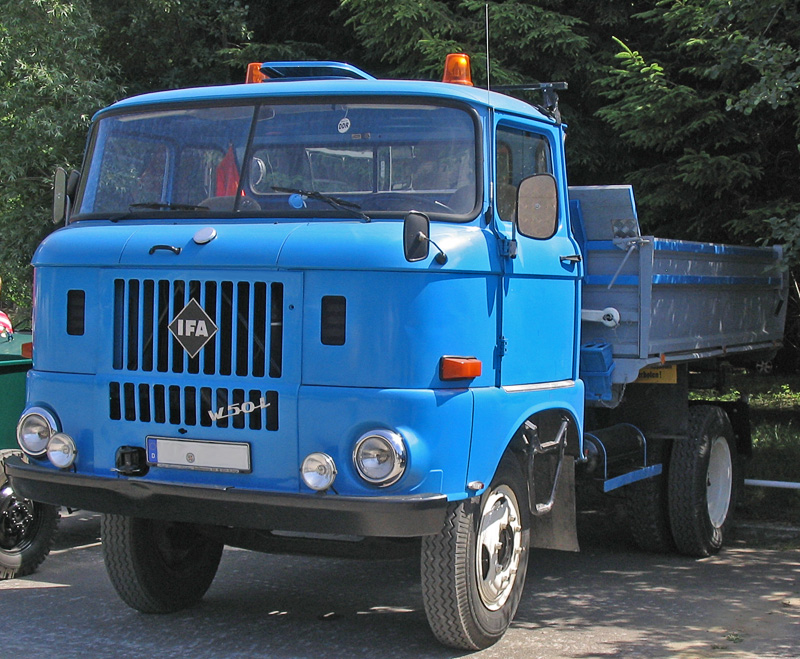
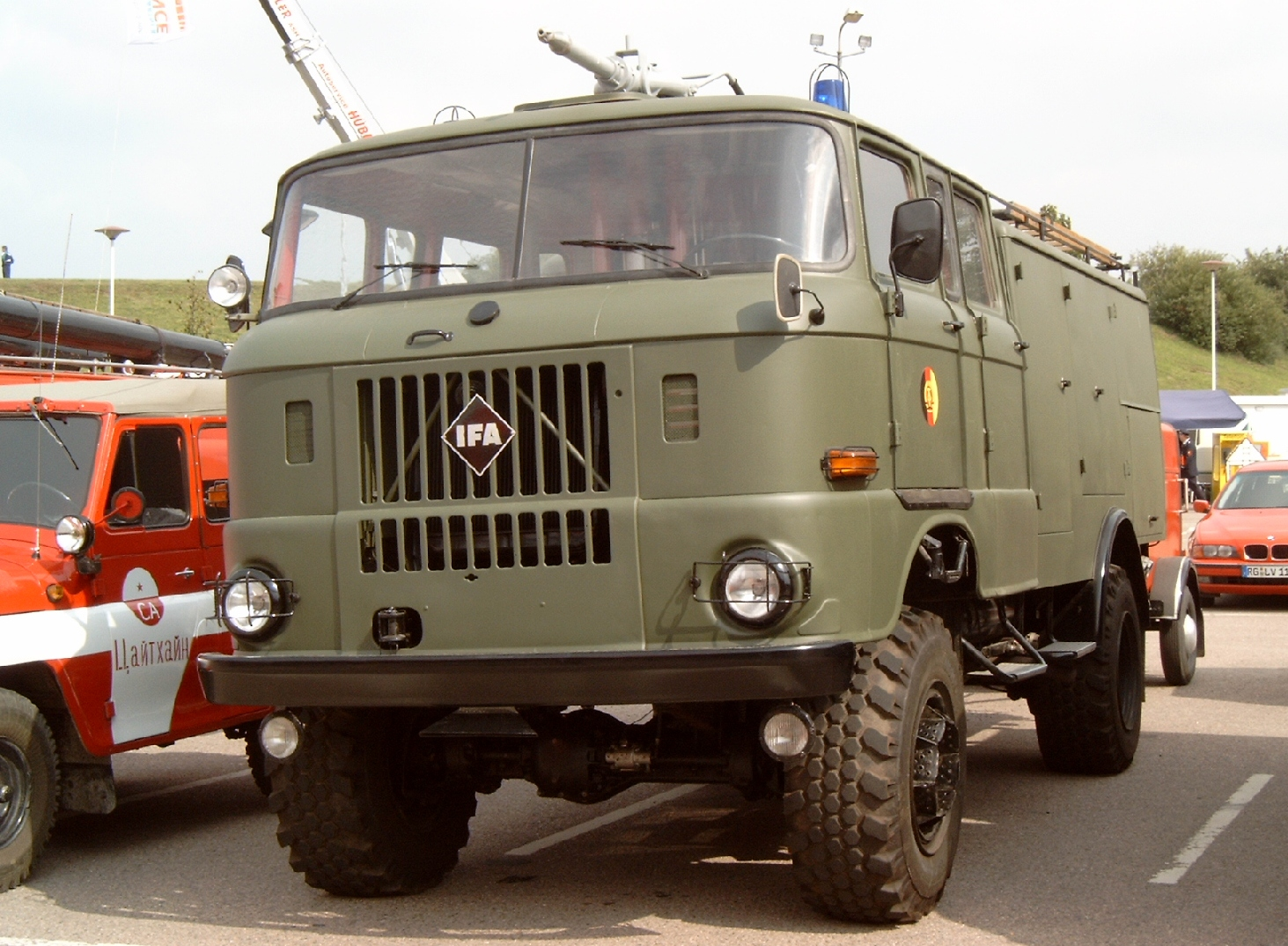